# Beckerich (kommun)
Kommunen Beckerich (franska: Commune de Beckerich, luxemburgiska: Gemeng Biekerech, tyska: Gemeinde Beckerich) är en kommun i kantonen Redange i västra Luxemburg. Kommunen har 2 812 invånare (2022), på en yta av 28,41 km². Den utgörs av huvudorten Beckerich samt orterna Hovelange, Noerdange, Oberpallen och Schweich.